# شمشیرخانه
شمشیرخانه یک روستا در ایران است که در دهستان سردابه واقع شده‌است. شمشیرخانه ۳۷ نفر جمعیت دارد.